# The Elder Scrolls: Arena
The Elder Scrolls: Arena — компьютерная игра в жанре action/RPG, первая игра в серии The Elder Scrolls. Была разработана компанией Bethesda Softworks и выпущена 25 марта 1994 года. Действие Arena, как и её более известных продолжений, происходит на континенте Тамриэль, находящемся под властью империи, разделённой на провинции. В основе сюжета игры лежит поиск частей легендарного Посоха Хаоса — единственного оружия, способного победить боевого мага Джагара Тарна, узурпировавшего власть в Тамриэле. Для этого игрок должен посетить все провинции Тамриэля и 16 подземелий-лабиринтов, в которых ему преграждают путь противники и головоломки.
Arena была первым проектом Bethesda в жанре RPG и разрабатывалась небольшой командой. Изначально в основе проекта лежали бои на гладиаторских аренах, в которых игрок управлял командой гладиаторов. Однако в ходе тестирования выяснилось, что побочные задания и исследование подземелий намного интереснее, и на достаточно поздней стадии проекта его концепция значительно изменилась: Arena стала полноценной ролевой игрой с открытым миром. Это решение едва не стало фатальным для Bethesda, потому что выпущенная с задержкой и недостаточно хорошо протестированная версия игры плохо продавалась. Однако постепенно ситуация исправилась: игра получила достаточно высокие оценки игровой прессы, вошла в списки лучших игр и игр года и приобрела репутацию прорывной и культовой игры, что дало возможность начать разработку продолжений. В то же время у игры были и существенные недостатки, такие как нехватка реального разнообразия, шаблонный характер игрового мира и большое количество технических проблем и недоработок.
The Elder Scrolls: Arena стала родоначальницей серии игр The Elder Scrolls, ставшей одной из самых известных и успешных в истории компьютерных ролевых игр. В Arena впервые появились многие особенности, ставшие впоследствии характерными для всех последующих игр серии: вид от первого лица, завязка со стартом в тюрьме, свободное перемещение по городам и открытой местности, большое количество побочных заданий и отсутствие навязываемых игроку моральных установок.
В 2004 году в честь 10-й годовщины выхода игры компания Bethesda Softworks выпустила бесплатную версию игры, доступную для загрузки на официальном сайте серии The Elder Scrolls.

## Игровой процесс

Скриншот игры. Персонаж находится в населённом пункте возле гильдии магов (на заднем плане), в которую можно войти. Действие происходит зимой, идёт снег. На переднем плане находится NPC, увидевший персонажа игрока и ожидающий, пока игрок решит каким-то образом с ним взаимодействовать (например, поговорить или обокрасть)

The Elder Scrolls: Arena является однопользовательской игрой в жанре фэнтезийной action RPG со свободным исследованием игрового мира, который достаточно велик и включает более 400 городов и деревень в восьми провинциях Тамриэля, которые игрок может посетить. Выбравшись из стартового подземелья, игрок может сразу приступить к выполнению основного задания либо заняться исследованием мира и зарабатыванием денег. После завершения основной сюжетной линии игра не заканчивается — игрок может выполнять случайно генерируемые побочные задания и исследовать игровой мир в течение неограниченно долгого времени.
В то же время игра не является истинной «песочницей»: в ней присутствует единственная концовка, и хотя игроку предоставляется несколько большая свобода, чем в типичной CRPG, для прохождения игры необходимо выполнить практически линейную цепочку из восьми основных заданий, посетив 16 подземелий. Отступления от заданной игрой последовательности невозможны: каждое следующее подземелье отмечается на карте только после завершения задания в предыдущем, и случайно наткнуться на них невозможно.
Подземелья и другие локации, связанные с основным сюжетом, не являются случайно генерируемыми: они представляют собой созданные разработчиками лабиринты, в которых нужно найти путь к определённому объекту, преодолев препятствия в виде дверей, которые открываются только после решения загадки с вводом текстового ответа. Детали окружения, с которыми игрок может взаимодействовать в этих подземельях, используются для повествования и раскрытия игрового мира. Так, в «Сетях Селены» (англ. Selene's Web) в ямах можно встретить пауков, которых разводят там хозяева, и на стенах висят знаки, предупреждающие их дрессировщиков об опасности, а в Лабиринтиане (англ. Labyrinthian) можно прочитать описание истории двух братьев, на которых наложено проклятье, принуждающее их вечно охранять это место. Во многих из этих подземелий присутствует альтернативный путь прохождения, позволяющий избежать большинства противников.
На выполнение основного задания игроку требуется около 50 часов игрового времени. Общая продолжительность игры не ограничена и зависит лишь от того, сколько времени будет потрачено на выполнение случайно генерируемых побочных заданий.

### Побочные задания
Побочные задания представляют собой вариации на тему квестов по получению и доставке объектов либо по убийству монстров. Наиболее прибыльные задания выдают представители знати — это может быть, помимо перечисленного, сопровождение NPC в другой город или освобождение похищенного родственника. В заданиях на сопровождение нет необходимости защищать эскортируемого персонажа (он присутствует лишь в виде портрета на основном экране), однако при отдыхе в таверне возможно нападение противников. Наиболее сложный тип побочных заданий направлен на получение могущественного артефакта. Услышав от одного из горожан слух о том, что кто-то знает о местонахождении подобного предмета, надо прийти в таверну, чтобы получить указание на подземелье, где находится карта, указывающая путь к артефакту. Обнаружив карту, надо посетить ещё одно подземелье, на нижнем уровне которого находится искомый предмет.
Некоторые из заданий требуют посещения многоуровневых подземелий, которые, в отличие от связанных с основным сюжетом, процедурно генерируются. Подземелья (как случайные, так и созданные разработчиками) из-за ограничений движка представляют собой лабиринты, стены в которых пересекаются под прямым углом. В них встречаются препятствия, такие как ямы или водные преграды. Находить путь в подземельях помогает автоматически генерируемая карта. На выполнение задания даётся определённое игровое время — в ранних версиях игры оно могло оказаться меньше требуемого для того, чтобы добраться до места назначения и вернуться обратно. Выполнение заданий (как основных, так и побочных) не оказывает никакого влияния на игровой мир, какие-либо связи между отдельными заданиями отсутствуют. Для удобства игрока краткое описание заданий автоматически записывается в журнал.

### Исследование игрового мира
Помимо населённых пунктов и квестовых подземелий, игроки могут исследовать открытую местность — также в виде от первого лица. Там они могут найти таверны, фермы, небольшие поселения, случайно генерируемые подземелья и другие интересные места. Здесь также доступна карта, схематично отображающая непосредственные окрестности. Мир игры огромен (в маркетинговых материалах говорилось о площади 6 миллионов км²), а области открытой местности процедурно генерируются по передвижению в определённом направлении. В отличие от последующих игр в серии, в Arena нельзя попасть из одной локации в другую без использования функции быстрого путешествия (нельзя даже вернуться в город, из которого вышел игрок, если отдалиться от него на достаточное расстояние). Вызвав глобальную карту, игрок может выбрать провинцию, которую хочет посетить. После этого отображается карта провинции с нанесёнными на неё крупными и мелкими поселениями, а также подземельями, местонахождение которых известно персонажу. При выборе локации отображаются расстояние до неё и требующееся для перемещения игровое время. Независимо от последнего, в реальном времени любые передвижения происходят одинаково быстро.
В зависимости от того, в какой части мира находится поселение, меняются архитектура и растительность: в южных регионах растут пальмы и кактусы, в более умеренном климате — лиственные растения. Северные регионы встречают игрока снегом. Поселения имеют довольно большие размеры — их карта занимает от 4 до 16 игровых экранов. В каждом поселении можно встретить NPC, которые в дневное время прогуливаются по улицам. С прохожими можно взаимодействовать. Диалоги ограничены фиксированным набором вопросов, которые можно задать. NPC могут рассказать немного о себе (впрочем, эти подробности случайно генерируются и никак не влияют на взаимодействие с персонажем или выполнение заданий), подсказать местонахождение таверны или какой-либо другой местной достопримечательности, а также рассказать слухи, среди которых могут встретиться наводящие на местонахождение мощного артефакта.
Можно зайти в любой дом, однако в результате персонаж всего лишь попадает в ещё одно процедурно генерируемое подземелье, в котором присутствуют случайные монстры и сундуки с золотом и предметами. Кроме того, в поселениях есть магазины, в которых можно покупать и продавать вещи, таверны, в которых можно отдыхать, здания гильдии магов, где можно определять свойства найденных игроком магических предметов, покупать зелья и заклинания, храмы, где можно излечить персонажа, и дворцы, в которых обитают представители знати. Карта поселения, в отличие от карт подземелий, которые открываются по мере их исследования, является полностью открытой, однако местоположение вышеуказанных объектов отмечается на ней только после того, как персонаж их найдёт. Кроме того, на ней можно делать собственные пометки. Игра учитывает время суток: по ночам работают только таверны. Ночью в поселениях могут встретиться враждебные NPC.

### Технические особенности и интерфейс
В игре используется вид от первого лица с псевдотрёхмерной графикой в 256-цветном режиме VGA и плавным передвижением в реальном времени. В игре присутствует смена дня и ночи, времён года, а также различные погодные явления, такие как снег, туман и дождь. Могут отображаться разные типы ландшафтов: горные, пустынные, болотные, снежные. Использовался трёхмерный движок собственной разработки Bethesda, который, хотя и не был совершенным (например, нельзя было смотреть вверх или вниз, как в Ultima Underworld), всё же показывал впечатляющую картинку. Некоторые возможности были достаточно нетипичными для игр того времени: например, можно было заглянуть в замочную скважину закрытой двери, чтобы оценить, насколько опасные противники скрываются за ней.
Игра поддерживала стереозвук и музыку в формате General MIDI. Одни композиции играют в подземельях, другие используются в тавернах и поселениях. Слышимые звуки выступали важным информационным каналом, благодаря которому игрок мог обнаруживать приближающихся монстров.
Управлять передвижением можно с использованием мыши или клавиатуры. Левая кнопка мыши отвечает за движение в заданном направлении и взаимодействие с персонажами и объектами. На доступное действие указывает вид курсора мыши. Одновременное нажатие левой и правой кнопки мыши позволяет совершить прыжок. Атаки в ближнем бою выполняются путём перемещения курсора мыши по экрану с зажатой правой кнопкой. Направление движения мыши задаёт тип удара: рубящий диагональный, горизонтальный или вертикальный либо колющий вперёд. В игре используется стандартный для ролевых игр данного периода интерфейс со значками на панели, клик мышью по которым выполняет определённое действие: использование предмета, применение воровских навыков, обнажение оружия (многие NPC отказываются общаться, если игрок подойдёт к ним с оружием), вызов карты текущей местности или континента и т. д. Можно также использовать магию, выбрав заклинание из списка и обозначив его цель либо использовав волшебные предметы, которые можно купить в магазинах или найти в подземельях. Экран экипировки персонажа использует статичный ростовой портрет персонажа, на котором отображается надетое на него снаряжение.

### Ролевая система
Перед началом игры надо создать своего персонажа. В игре присутствует 8 вариантов происхождения персонажа из различных провинций (они же соответствуют расам игрового мира), которые оказывают небольшое влияние на начальные характеристики. Кроме того, есть 18 классов персонажей, которые условно делятся на три категории: маги, воины и воры. Можно выбрать как «чистые» классы, так и классы, сочетающие навыки из нескольких категорий: например, боевые маги, помимо произнесения заклинаний, могут пользоваться любым оружием, носить кожаную броню и круглый щит, а персонаж класса «воин слова» (англ. spellsword) имеет доступ к бо́льшему числу типов брони, но меньше очков магии. Только классу «бард» доступны навыки всех трёх категорий. Игрок может выбрать класс из списка либо ответить на серию вопросов о том, как его персонаж повёл бы себя в неоднозначных с моральной точки зрения ситуациях (подобно играм серии Ultima), что в итоге определит наиболее «подходящий» класс. Можно выбрать также пол и внешность персонажа на основе набора портретов. После этого можно изменить характеристики персонажа, распределив некоторое количество дополнительных очков между атрибутами.
У персонажа есть 8 основных атрибутов, от которых зависят производные характеристики, такие как максимальное количество очков здоровья, усталости и маны, а также успешность различных действий персонажа (например, взлома замков или попытки снизить цену при торговле) и его боевые качества. Усталость, здоровье и ману можно восстановить, разбив лагерь. Во время сна персонажа могут атаковать противники. В отличие от последующих игр серии, в Arena нет навыков, которые повышались бы в результате их использования — всё зависит лишь от значений атрибутов. Когда персонаж получает новый уровень, набрав достаточно очков опыта за счёт убийства монстров и выполнения квестов, его характеристики можно повысить. Кроме того, существенно улучшить характеристики персонажа можно с помощью книги Oghma Infinium, которая является одним из артефактов, находимых в ходе выполнения побочных заданий. Этот квест можно повторить несколько раз, получив в итоге персонажа с максимальными характеристиками. В игре отсутствует ограничение максимального уровня персонажа.
В Arena доступно большое количество разнообразных видов холодного и метательного оружия, а также отдельных элементов брони. Они могут быть сделаны из восьми разных металлов, причём некоторые существа могут быть повреждены лишь оружием из определённого материала (например, серебра). Броня состоит из нескольких элементов (кираса, наколенники, перчатки и т. д.) с собственными характеристиками. Оружие и броня в процессе использования могут сломаться и потребовать ремонта или замены. Новые предметы можно было снять с трупов врагов или найти в подземельях, при этом неизвестно заранее, какой предмет и с какими характеристиками получит игрок — это определялось генератором случайных чисел, что открывало возможность добиваться выпадения нужных вещей путём загрузки сохранённой игры. Предметы можно временно выложить на пол, однако, если их сразу же не подобрать, они могут исчезнуть, так как игра не сохраняет их местонахождение.
В игре представлено 48 готовых магических заклинаний. Их можно приобрести в гильдии магов. Кроме того, имеется конструктор заклинаний, позволяющий создавать новые заклинания с нужными игроку эффектами. Как атакующие, так и защитные заклинания, созданные игроком, могут быть значительно более мощными, чем доступные для покупки. Параметры созданных игроком заклинаний могут ставиться в кратную зависимость с уровнем его персонажа. Можно также комбинировать эффекты, получая магию, практически гарантированно выводящую из строя оппонентов (например, сочетающую паралич с растянутым во времени уроном). Произнесение заклинаний расходует запас магической энергии персонажа, которая восстанавливается при отдыхе.Чем более мощным является заклинание, тем больше требуется очков магии для его использования — однако с повышением уровня персонажа это количество уменьшается. Общее число доступных для использования очков магии зависит от класса персонажа и составляет от 100 до 300. В результате маги довольно быстро получают как атакующие, так и защитные возможности, превосходящие другие классы.
Персонажи, которые не могут использовать магию, всё же могут достигать схожих результатов с помощью волшебных зелий и зачарованных предметов. Однако здесь отсутствует зависимость от уровня персонажа, так что потенциальные возможности этих классов являются существенно ограниченными по сравнению с магами. Отчасти это компенсируется другими навыками, специфичными для определённых персонажей: так, рыцари, хотя и не обладают магическими способностями, могут использовать любую броню и оружие, а также самостоятельно их чинить. В наиболее невыгодном положении оказываются персонажи с воровскими навыками. Их умения можно использовать для того, чтобы совершать карманные кражи, вламываться в дома и обчищать магазины, однако в подземельях оказывается востребованным лишь взлом замков. У них нет традиционных для RPG умений скрытного передвижения или удара в спину, наносящего повышенный урон.
Противниками в игре являются враждебные NPC, имеющие один из классов персонажей, доступных главному герою, а также монстры, такие как люди-ящеры, скелеты и големы. Используется масштабирование характеристик противников для обеспечения их соответствия уровню персонажа игрока. Противники также возрождаются — после того, как в подземелье убиты все первоначально находившиеся там монстры, могут появиться новые. Помимо обычных атак, противники могут поразить персонажа различными магическими проклятиями, заразить болезнями или отравить. Игрок может определить наличие одного из этих состояний по цвету фона портрета персонажа.

## Сюжет
События игры происходят в вымышленной вселенной на планете Нирн, на континенте Тамриэль. Время действия — 389 год Третьей эры (начавшейся с воцарения императорской династии Септимов). Имперский боевой маг Джагар Тарн совершает переворот в империи Тамриэль — заключает императора Уриэля Септима VII в другом измерении и занимает его место, приняв монарший облик и призвав контролируемых магией монстров для того, чтобы поддерживать свою власть.
Правление Тарна ознаменовалось войнами между провинциями, падением благосостояния народа и восстаниями, которые жестоко подавлялись. Дух приближённой императора, волшебницы Рии Сильмейн, убитой Тарном, является одному из бывших придворных, брошенному в камеру смертников в имперской тюрьме, и помогает ему освободиться, открыв портал, ведущий в его родную провинцию, в одном из коридоров тюрьмы. Эта завязка стала традиционной для игр серии The Elder Scrolls — во многих из них персонаж начинает свой путь в качестве узника в тюрьме.
После освобождения Рия снова является герою во сне и призывает его помочь вызволить Уриэля. Для этого нужен древний артефакт — Посох Хаоса. Тарн разделил его на восемь частей и спрятал части в глубинах восьми провинций Тамриэля: Хай Рок, Хаммерфелл, Скайрим, Морровинд, Чернотопье, Эльсвейр, Валенвуд и острова Саммерсет. На поиски частей и отправляется герой.
В каждой из провинций герой, расспросив местных жителей о местонахождении древних руин и подземелий, где скрыты части посоха, сначала выполняет задание (получаемое от правителей одного из городов, магической гильдии или жрецов одного из храмов) по поиску магического предмета, способного указать точное положение искомого места. Этот предмет находится в одном из подземелий. Победив охранников, преграждающих путь к искомому артефакту и разгадав загадки, герой получает местонахождение ещё одного подземелья, где хранится очередная часть посоха. Когда персонаж преодолеет и это препятствие, в очередном видении Рия сообщает ему, где искать следующую часть.
Последняя часть посоха находится внутри вулкана Дагот Ур в провинции Морровинд (который также является одной из ключевых локаций The Elder Scrolls III: Morrowind). Однако объединения посоха для победы недостаточно: герою приходится отправиться в столицу империи — Имперский город, чтобы сразиться с Тарном в подземельях императорского дворца. Разбив посохом Алмаз Бессмертия, в который заключена жизненная сила Тарна, герой освобождает императора из заточения в другом измерении, за что получает титул «Вечного Чемпиона». Все эти события занимают около 10 лет: Уриэль Септим VII вновь воцаряется на троне в 399 году Третьей эры.
Сюжет игры частично пересказан в виде легенды в книге «Подлинная Барензия», встречающейся в качестве находимого предмета в последующих основных играх серии (Daggerfall, Morrowind, Oblivion и Skyrim).

## Разработка

### Начало разработки

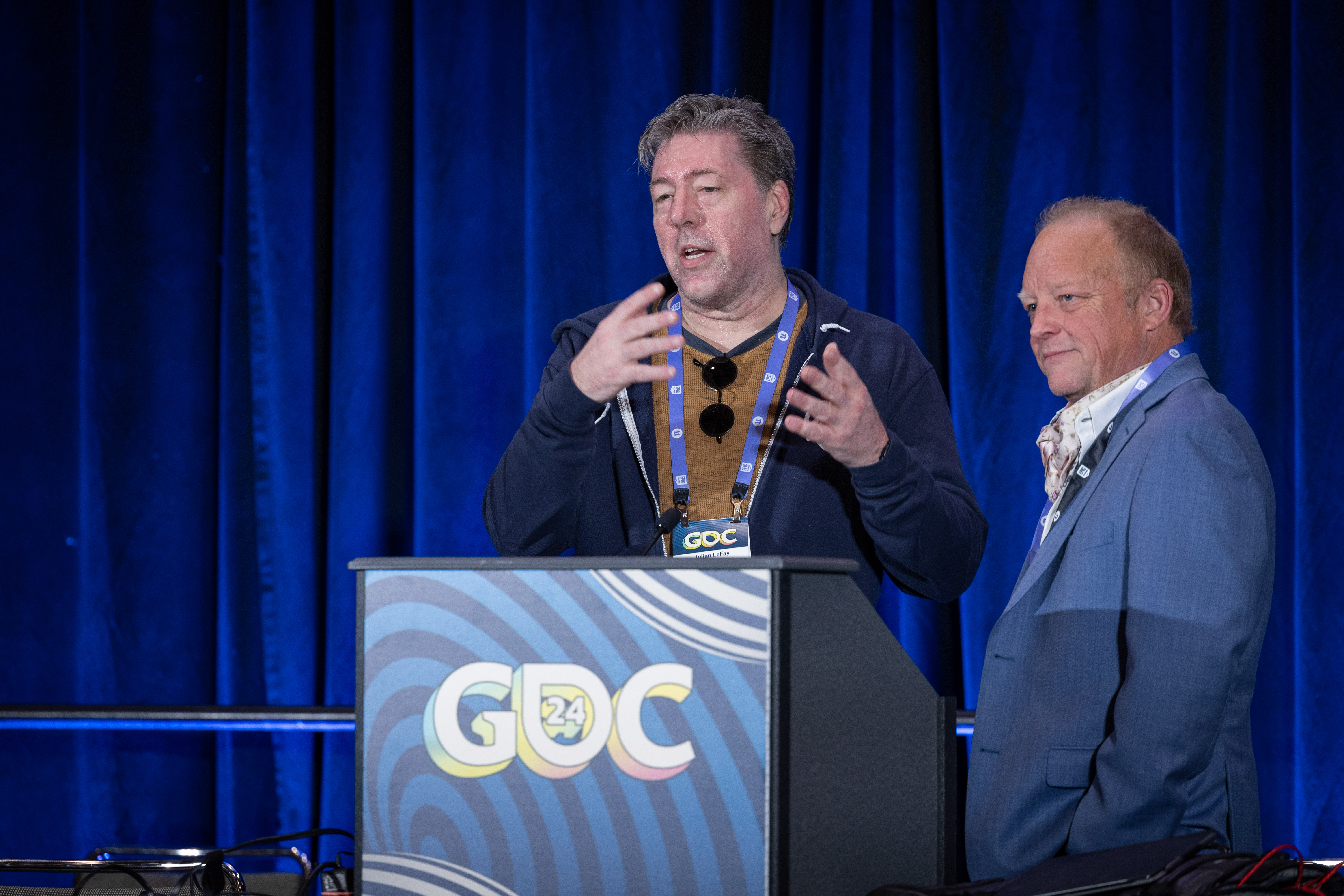
Джулиан Лефэй и Петерсон, Тед (сценарист) на Game Developers Conference в 2024 году

В начале 1990-х годов компания Bethesda Softworks была известна в основном по играм, выпущенным по лицензии на фильмы Джеймса Кэмерона из франшизы «Терминатор». Кроме того, она выпускала спортивные игры серии Wayne Gretzky Hockey. Однажды, в декабре 1992 года дружившие между собой дизайнер игры Terminator 2029 Виджей Лакшман и старший программист Bethesda Джулиан Лефэй отправились в кино посмотреть фильм «Кровь героев». По пути домой, они решили, что действие фильма могло бы стать неплохой основой для новой игры. Виджей подготовил краткий набросок сценария, основанного на гладиаторских боях, а Лефэй быстро запрограммировал демонстрацию перемещения по подземелью, чтобы показать реальную возможность технической реализации задуманного.
Идея понравилась Крису Уиверу, основателю Bethesda, который дал добро на создание оригинальной игры, не основанной на чужой интеллектуальной собственности и в новом жанре. И хотя программисты Bethesda не имели опыта работы над играми в жанре action или RPG, а более опытные разработчики из других компаний (например, работавшие над Wizardry VII: Crusaders of the Dark Savant сотрудники Sir-Tech) не верили в успех этой затеи, разработка была начата.
Стоявшие у истоков концепции новой ролевой игры Виджей Лакшман и Джулиан Лефэй были хорошо знакомы с настольными ролевыми играми и сочли весьма интересной идею объединения трёхмерной перспективы таких игр, как Doom, с типичными для ролевых игр механиками. Лакшман стал главным дизайнером игры. Вторым дизайнером, выполнявшим, скорее, вспомогательную роль, стал Тед Петерсон — в итоге он занимался написанием квестов и диалогов, созданием подземелий и помогал в разработке системы повреждений. На тот момент он был новичком в игровой индустрии, нанятым Bethesda за полтора года до начала разработки Arena и успевшим поучаствовать в выпуске всего трёх проектов.
Игра разрабатывалась небольшой командой: в титрах значились 17 человек, однако большая часть из них уделяла проекту лишь часть от своей 80-часовой рабочей недели, одновременно работая над несколькими играми. Arena довольно долго была для Bethesda проектом второго плана, что определялось необходимостью довести до рабочего состояния трёхмерный движок. Всё это время у разработчиков была только общая идея игры: игрок должен был выступать одним из членом команды гладиаторов, которую надо было привести к победе в турнирах, сражаясь с другими командами на разных аренах-«колизеях» империи Тамриэль. Это название и характерные черты мира игры были взяты из D&D-кампании, в которую еженедельно играли разработчики. На ранних скриншотах присутствовали также некоторые типичные для D&D оригинальные монстры, такие как бехолдеры.
На этот момент сюжетная завязка выглядела следующим образом: имперский боевой маг Джагар Тарн захватил власть и принял облик императора. Об этом знает только команда гладиаторов, управляемая игроком. Она должна сражаться на аренах, чтобы заслужить право участия в последнем турнире в Имперском городе и получить возможность приблизиться к Тарну, чтобы убить его. Игра задумывалась многопользовательской: в команде, сражавшейся на арене, могло быть до четырёх живых игроков. Однако реализовать это с использованием технологий начала 1990-х оказалось невозможно, и от этой идеи пришлось отказаться.

### Смена концепции
Изначально в Arena ролевые элементы должны были лишь дополнять игру в жанре action. Однако достаточно быстро у разработчиков стали появляться идеи, приближающие игру к полноценным RPG: города, которые могла посетить команда персонажей, подземелья и т. д. Главным источником вдохновения для разработчиков были игры серии Ultima Underworld. Ещё одним ориентиром послужила игра Legends of Valour, которая также использовала вид от первого лица, открытый мир и плавное передвижение. Кроме того, ещё до завершения работы над движком и дизайном игры Тед Петерсон предложил идею «побочных заданий». Хотя основной игровой процесс должен был происходить на аренах, в промежутках между битвами игрок мог выполнять поручения местной знати, чтобы получить дополнительный опыт и деньги. Они должны были генерироваться по заданным шаблонам в стиле «убить монстра X в подземелье Y и получить за это Z золотых монет» или «найти предмет X в подземелье Y и получить за это награду Z». Петерсон сочинил для этих заданий типовые атмосферные тексты, некоторые из которых упоминали конкурирующие команды гладиаторов, имеющие такие названия, как «Клинки», «Тёмное братство», «Гильдия воров», «Гильдия магов», «Подземный король». На тот момент с ними не было ещё связано никакой предыстории, они лишь вызывали определённые ассоциации и указывали на тип врагов, с которыми придётся сражаться при выполнении задания.
Когда разработка дошла до стадии тестирования, выяснилось, что бои на аренах вызывают у игроков заметно меньший интерес, чем побочные задания. Разработчики решили достаточно радикально сменить курс и сфокусироваться именно на ролевой составляющей игры и побочных заданиях. Изначальные «арены» стали легендарными подземельями, разбросанными по территории Империи. Для того, чтобы быстро подвести под это какую-то сюжетную основу, Петерсон заимствовал из своей более ранней игры The Terminator: Rampage идею сбора частей оружия, которое можно использовать для того, чтобы победить финального «босса». Система получения опыта была заимствована из настольных игр Dungeons & Dragons и компьютерных ролевых игр серии Gold Box. Изначально предполагалось, что игрок будет управлять несколькими персонажами, как, например, в играх серии Wizardry, однако в итоге разработчики решили, что в игре с видом от первого лица это лишь доставляет неудобства.
Получившаяся в итоге игра далеко отошла от изначальной задумки разработчиков. «Арена» сохранилась лишь в названии игры, которое менять было уже поздно: к моменту, когда разработчики окончательно определились с жанром и сделали из симулятора гладиаторских боёв с ролевыми элементами хардкорную ролевую игру, уже были отпечатаны коробки с названием Arena и потрачены деньги на рекламную кампанию. Чтобы объяснить, почему в игре с названием «Арена» нет ни одной площадки для гладиаторских боёв, один из членов команды предложил включить во вводный текст игры упоминание о том, что «Арена» — это прозвище континента Тамриэль, где проходит действие, полученное из-за непрекращающихся сражений, которые ведут противоборствующие политические силы. Надзаголовок «The Elder Scrolls» предложил Виджей Лакшман — по воспоминаниям Теда Петерсона, какой-либо особой далеко идущей задумки в этом не было, и повлияло это в основном на то, что события игры были представлены как «предсказанные в древних свитках». Разработчики на тот момент не имели чёткого представления о том, что же это за «свитки», — название просто хорошо звучало и наводило на мысли о древнем источнике знаний, по всей вероятности, опасных, но позволяющих получить могущество.

### Преодоление ограничений
Хотя разработчики не были поставлены в жёсткие временные рамки, однако они всё же должны были учитывать, что выход игры в неудачное время года мог означать коммерческий провал. Масштабы создаваемого Bethesda мира были достаточно велики, и любые решения разработчиков имели весьма значительные и далеко идущие последствия. Это неизбежно приводило к необходимости искать компромиссные решения и жертвовать качеством определённых элементов игры. Тед Петерсон сравнивал разработку Arena с игрой в «симуляторы бога», такие как Civilization. Фактически разработчики с весьма ограниченными ресурсами пытались создать целый континент. Это требовало многократного использования одних и тех же графических ресурсов, что сделало города в игре весьма похожими друг на друга. Использование алгоритмов процедурной генерации контента, иногда заказываемых сторонним разработчикам, приводило к странным результатам, которые приходилось исправлять штатным программистам Bethesda.
У разработчиков было довольно много задумок, которые могли придать игре бо́льшую глубину: например, что игроку в выполнении его задачи будут помогать или мешать различные группы, братства и ордена, которые имеют своё мировоззрение и собственные цели, что игра будет отслеживать политические события и выдавать игроку специальные задания при выполнении определённых условий и т. д. Были также идеи, связанные с техническими инновациями. Arena должна была стать одной из первых CRPG, поддерживавших контроллер Logitech Cyberman с вибрационной обратной связью. Кроме того, предполагалось, что Arena будет первой в серии игр, объединяющихся между собой в единый мир (аналогично тому, как Might & Magic IV и V объединялись в единую игру World of Xeen). Однако достаточного времени для реализации этих идей уже не было. В игру включались те новые возможности, задания или подземелья, которые можно было реализовать максимально быстро и без лишних проволочек.

## Выпуск
Изначально выход игры планировался в декабре 1993 года, к Рождеству. Однако из-за резкой смены концепции игры её выход пришлось отложить. Фактически на полках магазинов игра оказалась лишь 25 марта 1994 года. Наряду с тем, что разработчики представили игру совершенно другого жанра, что поставило в неудобное положение дистрибьюторов, срыв сроков оказал значительное влияние на продажи игры. Изначально было продано всего около 3000 копий. Были и другие факторы, негативно влиявшие на перспективы успеха игры. Значительные изменения в концепции игры и временные ограничения привели к тому, что разработчики не смогли полноценно протестировать готовый продукт. Помимо основных членов команды, занимавшихся тестированием создаваемого ими проекта, над игрой работали всего лишь два бета-тестера. В результате в выпущенной игре оказалось очень много ошибок, что заложило основу репутации Bethesda как компании, выпускающей «забагованные» игры. И хотя часть ошибок, влиявших на игровой процесс, была впоследствии исправлена вышедшими патчами, у некоторых игроков применение исправлений приводило к повреждению сохранённых игр, из-за чего игру приходилось начинать сначала, что выступило достаточно сильным раздражающим фактором. Кроме того, дизайнеры недооценили стремление игроков к выполнению побочных заданий вместо прохождения основной сюжетной линии, в результате чего число шаблонов таких заданий оказалось недостаточным, чтобы обеспечить заметное разнообразие. Тед Петерсон считал, что этот провал мог быть фатальным для Bethesda. Однако позже ситуация начала исправляться за счёт того, что игроки, которым игра понравилась, «подсаживали» на неё своих друзей и знакомых.
Как отмечалось в американской версии журнала PC Gamer, игра вышла в достаточно удачный момент, когда в череде проектов в жанре фэнтезийных ролевых игр наметился определённый промежуток: у SSI закончилась лицензия на выпуск игр, использующих ролевую систему AD&D, две многообещающие игры были отменены (Forgotten Castle от Twin Dolphin Games и Thief of Dreams, продолжение Betrayal at Krondor, разрабатывавшееся Dynamix), а Stonekeep, трёхмерный dungeon crawler от Interplay, был в очередной раз отложен. В итоге дефицит интересных проектов и «сарафанное радио» обеспечили Arena репутацию в определённом смысле «культовой» игры и позволили продать достаточно копий, чтобы оправдать разработку продолжений.
Arena была выпущена на компакт-дисках и дискетах. CD-ROM-версия поступила в продажу чуть позже и была более полной, чем дискетная: она включала видеовставки с закадровым голосом. С разработки и тестирования CD-ROM-версии начал свою карьеру в Bethesda и работу над серией Elder Scrolls Тодд Говард. В конце 1994 года состоялся релиз «Deluxe Edition», укомплектованный компакт-диском с игрой, пропатченной до последней версии, ковриком для мыши с изображённой на нём картой Тамриэля и «Codex Scientia» — книгой хинтов. В 1995 году в Японии планировалось портировать игру на приставку Sega Saturn, однако эта версия так и не была выпущена.
Изначально планировалось, что Arena станет основой для дополнений, добавляющих в игру новые линейки заданий (отсюда изначальный подзаголовок «Chapter One» или «Part One»). Первым таким дополнением должно было стать Mournhold, готическое приключение с элементами хоррора, действие которого должно было происходить в провинции Морровинд. Дизайнеры хотели сконцентрироваться на одной из провинций, чтобы работа надо контентом шла не «в ширину», а «в глубину». Новый проект вскоре сменил место действия, увеличился в масштабах и стал полноценным продолжением — The Elder Scrolls II: Daggerfall.
По случаю десятилетия серии The Elder Scrolls, в 2004 году, Bethesda Softworks выпустила полную версию Arena для свободного скачивания. Для игры в современных операционных системах рекомендуется использовать эмулятор DOS (например, DOSBox). Выпуск обновлённой версии игры, в том числе перенос её на другие платформы, по опубликованной Bethesda в 2013 году информации, не планируется. Оригинальная версия игры вошла в состав премиального коллекционного комплекта The Elder Scrolls Anthology, выпущенного в сентябре 2013 года.
Arena не была официально локализована в России, однако существует фанатская версия перевода.

## Отзывы и критика
| Сводный рейтинг          | Сводный рейтинг   |
| Агрегатор                | Оценка            |
| ------------------------ | ----------------- |
| GameRankings             | 80,00 %           |
| MobyRank                 | 76/100            |
| Иноязычные издания       |                   |
| Издание                  | Оценка            |
| PC Gamer (US)            | 88 %              |
| PC Zone                  | 62/100            |
| Electronic Entertainment | 8/10              |
| PC Joker                 | 63 %              |
| Power Play               | 70 %              |
| RPGFan                   | 80/100            |
| Aktueller Software Markt | 10/12             |
| PC Games (DE)            | 86 %              |
| PC Player                | [ 19 ]            |
| Русскоязычные издания    |                   |
| Издание                  | Оценка            |
| SBG Magazine             | 9/10              |
| Награды                  |                   |
| Издание                  | Награда           |
| Computer Gaming World    | Ролевая игра года |

### Общие оценки
Несмотря на достаточно высокие системные требования, игра стала достаточно популярной среди игроков того времени и имеет репутацию «культовой». Оценки успешности игры разнятся между источниками: одни говорят о «незначительном» успехе, другие о «скромном», третьи о «небывалом», но всё же нигде игра не рассматривается как провальная. Редакторы PC Gamer US характеризовали Arena как «ролевую игру следующего поколения, которая удовлетворит как новичков, так и ветеранов жанра». Обзоры игры отмечали отдельные её недостатки, но всё же обычно давали ей в целом положительную оценку: например, в PC Player отмечалось, что у игры достаточно сильных сторон, чтобы компенсировать её недостатки, и что игра вполне способна занять игрока на много дней. В ретроспективных обзорах отмечается, что игра представляла собой важный этап в эволюции жанра CRPG, а также остаётся одной из самых масштабных (по размерам игрового мира) игр в истории индустрии.
Будущие сотрудники Bethesda (в то время простые игроки), программист Мэтт Пичоччо, художник Гэри Нунан и дизайнер Эмиль Пальяруло, вспоминали об отличных впечатлениях, связанных с игрой, — Гэри ради неё даже прогуливал уроки и работу, а Эмиль вспоминал первый выход в открытый мир игры как нечто практически невозможное и поразительное. Тед Петерсон, который был главным дизайнером Daggerfall, отмечал, что Arena, по мнению многих фанатов, за счёт своей простоты достигала задуманных целей лучше, чем её более сложное продолжение. По мнению историка компьютерных игр Мэтта Бартона, игра в любом случае установила новый стандарт для этого типа компьютерных ролевых игр и продемонстрировала широкий простор для будущих инноваций.

### Сравнение с другими играми
Во многих обзорах Arena сравнивалась с другими играми, которые оказали на неё влияние. Так, в превью журнала Computer Gaming World отмечалось сходство игры с Ultima IV, Wasteland, Dragon Wars и Darklands, а в ещё одной статье этого же издания было написано, что Arena «похожа на гибрид Ultima Underworld и Might and Magic: World of Xeen». Скорпия, говоря о графике и интерфейсе, в качестве ближайшего аналога Arena назвала Ultima Underworld, указав на такие сходства, как вид от первого лица, прокрутка, анимация и управление мышью. В статье для журнала PC Zone обозреватель Дэвид МакКэндлесс также подметил, что разработчики явно вдохновлялись Ultima Underworld, скопировав такие детали, как схема управления, плавание и пометки на карте. Он также указал на сходство с Legends of Valour, из которой была взята идея полностью интерактивного поселения с тавернами, гильдиями и побочными заданиями, доступными игроку, Betrayal at Krondor (игровая зона размером с континент), Eye of the Beholder (характеристики в стиле AD&D и модификаторы оружий) и Worlds of Legend (конструирование собственных заклинаний). Чешский журнал Score отметил, что наличие нескольких элементов брони, которые необходимо чинить, указывает на сходство с Realms of Arkania: Blade of Destiny. По мнению обозревателя этого журнала, большое число заимствований и недостаток оригинальных идей были «большой проблемой» игры.

### Предварительные обзоры
Ещё до выпуска игры критики проявляли к ней интерес и отмечали наличие в ней особенностей, выделявших её из ряда подобных проектов. В декабрьском превью 1993 года журнал Computer Gaming World в качестве основных особенностей Arena отметил «огромный мир, разделённый на девять провинций», большое число рас и ландшафтов, взаимодействие с NPC и отсутствие ограничений на уровень персонажа. Автор обзора писал, что графика игры работает на создание атмосферы и стимулирование воображения игрока, а дизайнеры игры «вернулись к корням ролевых игр» и не стали делать игру похожей на другие игры от первого лица с большой долей жанра Action. В апреле 1994 года этот же журнал, отметив глубину игрового процесса, сложную трёхмерную графику и в то же время достаточную производительность игрового движка, предположил, что игра выделится из прочих релизов этого года «самым большим» игровым миром. Обозреватель выделил в качестве положительных качеств игры сюжетную линию и место действия, вызывающие интерес, однако пожаловался на неинтуитивный интерфейс.

### Оценки игрового мира, сюжета и квестов
В числе положительных сторон игры обозреватели в первую очередь отмечали масштабы её игрового мира и большое количество побочных заданий. Скорпия в обзоре, вышедшем в журнале Computer Gaming World, отмечала, что Bethesda пошла «против течения», выпустив очень масштабную игру с крайне высоким вниманием к деталям, в то время как другие компании стремились создавать более быстрые и простые игры. Она указывала, что, в отличие от типичной для других игр структуры «основное задание и немного побочных», Arena содержит так много необязательных побочных заданий, что на них можно потратить не меньше времени, чем на основной сюжет. Обозреватель журнала PC Gamer US Берни Йи оценил наличие ошеломляюще большого мира, исследование которого могло заинтересовать игроков. Германский PC Games писал, что игра поощряет тех пользователей, которые предпочитают просто бродить по миру в поисках новых локаций, сокровищ и монстров, и позитивно оценивал возможность вовсе забросить выполнение заданий основной сюжетной линии и стать, например, раубриттером.
Барри Бренизал из журнала Electronic Entertainment писал «Хотя The Elder Scrolls, Chapter One: Arena не является революцией в жанре фэнтезийных ролевых игр, это, тем не менее, вполне достойная игра, поскольку глубина её квестовых возможностей намного превышает то, что предлагают конкуренты». По его мнению, вариативность квестов, которые хотя и сводились к небольшому числу шаблонов, была достаточно высока: они направляли игрока в разнообразные многоуровневые подземелья. В PC Player структура игры называлась «приятно полулинейной»: с одной стороны, перед игроком всегда стояло очередное задание основной сюжетной линии, но при этом он в любой момент мог отвлечься на мини-квесты, подземелья или просто исследование окрестностей. Однако в немецком журнале PC Joker автор рецензии всё же счёл, что побочные задания отнимают слишком много времени, особенно с учётом того, что многие из них сводятся к тривиальной доставке из пункта А в пункт Б.
Основным отрицательным моментом в обзорах было названо отсутствие в игре реального разнообразия. Подземелья и города процедурно генерировались на основе отдельных блоков, количество которых было неизбежно ограниченным. По улицам городов разгуливали сотни NPC, но довольно скоро игрок сталкивался с повторяющимися диалогами. Нарушало погружение и то, что интерьеры зданий были явно больше, чем размеры этих зданий на внешней карте, из-за чего обозреватели сравнивали их с Тардис из сериала «Доктор Кто». Кроме того, в какой бы город или провинцию не направился игрок, везде его ждали одни и те же шаблонные интерьеры и NPC с повторяющими друг друга диалогами, в которых довольно сложно было выделить ценную информацию.
Скорпия писала: «Arena … слишком велика для того, чтобы предложить реальное разнообразие, и в результате превращается в не более чем очень изощрённый dungeon crawl с минимальным сюжетом … В игре таких масштабов всё в конце концов становится механическим и повторяющимся». По её мнению, основной интерес к игре должны были проявить те, кому в первую очередь была интересна зачистка подземелий с короткими перерывами для выходов на поверхность. В остальном же похожие один на другой города, диалоги, квесты, враги мешали тому, что игрок воспринимал мир Arena как целостное творение, а не совокупность механически повторяющихся элементов. В то же время ею была высказана фактически ставшая пророческой надежда на то, что Bethesda в последующих играх серии Elder Scrolls сможет оптимизировать программный код и доработать «движок» игры, уменьшит масштабы игрового мира и включит настоящие ролевые элементы, дополняемые полноценной сюжетной линией, что сделает серию по-настоящему прорывной. Схожее мнение было высказано в обзоре Aktueller Software Markt, где отмечалось, что игра в основном будет интересна игрокам, концентрирующимся на убийстве монстров и картографировании подземелий, — остальным же быстро надоест ходить из одного места в другое без необходимости прилагать серьёзные умственные усилия.
Хотя в отдельных обзорах авторы опирались на количественные оценки, указывая на то, что общий объём текстов, связанных с сюжетными заданиями и игровым миром, составил примерно 150 тысяч слов, поверхностная проработка игрового мира была общим местом практически во всех обзорах. Берни Йи описал взаимодействие с NPC как «лишённое жизни» и основанное на типовых шаблонах. Барри Бренизал указывал на ограниченность возможностей игры по предоставлению разнообразных впечатлений игроку: хотя провинции Тамриэля и отличаются по доминирующей архитектуре, а погода постоянно меняется, в каждом городе его ждут всё те же магазины, таверны, гильдия магов и дворец, NPC с неразличимыми лицами, а также одинаковые трёхмерные интерьеры с объектами, которые не имеют практического применения. Как позже отмечал Тед Петерсон, один из дизайнеров игры, мир Arena ничем существенно не отличался от Грейхока или любого другого типичного фэнтезийного вымышленного мира. Подобные оценки сыграли значительную роль в том, что при разработке продолжения Петерсон уделил намного больше внимания проработке игрового мира.
Критике подвергся также сюжет игры. Берни Йи писал, что Arena в сюжетном отношении далека до уровня, заданного такими играми, как Betrayal at Krondor или Ultima VII, а использованные клише заставляют вспомнить The Bard’s Tale II. Критик оценивал историю, рассказываемую игрой, как недостаточно глубокую и не имеющую самостоятельной ценности. Обозреватель RPGFan, указывая, что сила Arena не в сюжете, писал: «…мы проделывали это уже тысячу раз и проделаем ещё тысячу, пока нам не надоест и мы не забросим жанр RPG вообще». Другие обозреватели также оценивали сюжет игры как «посредственный». Тед Петерсон признавал, что основная сюжетная линия игры соответствовала одному из наиболее укоренившихся в ролевых играх клише: «убить злого волшебника».

### Оценки управления и ролевой системы
Неоднозначно игровой прессой были оценены управление и боевая система. Скорпия писала, что в Arena она нашла «самый естественный способ боя» из всех известных игр от первого лица, пусть и не такой быстрый, как в Doom, но приносящий удовлетворение. Германский журнал PC Games хвалил хорошо продуманный интерфейс, абстрагирующий действия пользователя от числовых механик ролевых игр. Иначе отозвался об этой составляющей игры Дэвид МакКэндлесс, который писал о том, что большое количество кадров анимации и брызги крови пытаются скрыть невысокую скорость работы движка, а отсутствие возможности смотреть вверх и вниз, а также быстро поворачиваться, приводит к тому, что даже крысы и гоблины легко могут одержать верх над персонажем. Как писал немецкий журнал Power Play, небольшие монстры как бы прячутся под панель интерфейса, исчезая из поля зрения игрока. В обзоре RPGFan автор сетовал на необходимость постоянно использовать мышь, чтобы атаковать противников, из-за чего игрок быстро уставал.
PC Joker выделил оригинальность реализации в игре магии с возможностью создавать свои заклинания. Скорпия также хорошо оценила систему волшебства, обилие возможностей для применения воровских навыков и систему создания персонажа. В то же время в дополнительном материале, посвящённом игре, который был опубликован спустя месяц после основного обзора, Скорпия отметила недостатки в балансе между классами персонажей игрока. Ролевая система была построена таким образом, что магами было играть значительно проще (после того как они получат хотя бы несколько уровней), чем воинами или ворами: при помощи редактора заклинаний также было несложно создать магию, обладающую большой убойной силой, но низкой стоимостью и расходом маны. Умения воров Скорпия признала практически бесполезными в рамках выполнения основных заданий игры.

#### Сложность
Многие отзывы на игру отмечают высокий порог вхождения и сложность. Кен Ролстон, главный дизайнер The Elder Scrolls III: Morrowind, признался, что начинал игру двадцать раз, каждый раз преодолевая трудности с освобождением достаточного количества памяти в DOS и наслаждаясь атмосферой стартового уровня, но выбраться из темницы ему удалось лишь один раз. Тодд Говард, рассказывая о своём опыте в игре, отмечал, что не представлял, как можно было решить все загадки в подземельях игры, не прибегая к книге подсказок. Программист Bethesda Майк Липари в числе самых смертоносных монстров в играх The Elder Scrolls называл гигантских пауков из Arena: они могли парализовать игрока, при нахождении в воде паралич приводил к мгновенной смерти, и комбинация воды и пауков часто встречалась в подземельях игры, создавая опасность даже для высокоуровневых персонажей. Исход боёв в игре во многом зависел от генератора случайных чисел — монстр, который убивал персонажа игрока с пары ударов, после загрузки сохранённой игры сам мог быть очень быстро убит. Кроме того, враги часто появляются за спиной или когда персонаж отдыхает, пытаясь восстановить силы, — даже если игрок тщательно зачистил подземелье. Другого характера сложность была связана с необходимостью решить несколько загадок, чтобы продвинуться по сюжетной линии. Некоторые из них отличались высокой сложностью и требовали нестандартного мышления.
Высокую сложность несколько сглаживало присутствие мощных заклинаний, например, «разрушение стен» (англ. passwall), позволявшего убирать стены подземелий и значительно упрощавшего нахождение выхода из лабиринтов игры — что, по воспоминаниям Тодда Говарда, было «абсолютным кошмаром» для дизайнеров игры.

### Оценки использованных технологий, графики и звука
Также похвал от современных игре критиков удостоились технологическая основа игры и её графика. Берни Йи дал следующую характеристику игры: «…потрясающее технологическое достижение; дайте этой игре сюжет получше, и вы, скорее всего, получите лучшую ролевую игру от первого лица, когда-либо созданную». Барри Бренизал отметил эффекты освещения, придающие подземельям игры особую атмосферу. Скорпия, говоря о графике и интерфейсе, в качестве ближайшего аналога Arena назвала Ultima Underworld, указав на такие сходства, как вид от первого лица, прокрутка, анимация и управление мышью. Однако отмечалось отсутствие возможности смотреть вверх и вниз, а также клавиатурных комбинаций для стрейфа. Неоднозначно отозвался о графике Дэвид МакКэндлесс: несмотря на высококлассную общую эстетику, хорошую проработку открытых локаций и лучшие в жанре пиротехнические эффекты заклинаний, похожие на взрывы в Rampage, которые он счёл достоинством игры, были, по его мнению, и некоторые недоработки: например, неточное наложение головы персонажа на тело на экране экипировки, плохая отрисовка и анимация NPC, делавшая их похожими на полурасплавленные экшен-фигурки из Star Wars, а также «кубичность» архитектуры. Журнал Power Play отмечал плохую прорисовку и анимацию некоторых монстров. PC Player указывал на появляющиеся время от времени щели между полигонами и недостаточную детализацию текстур, которые, впрочем, компенсируются работой с источниками света и глубиной прорисовки, а также эффектами тумана, снега и дождя.
Кроме того, обозреватели положительно отзывались о звуковом и музыкальном оформлении игры, с многочисленными музыкальными темами для разных городов и локаций в них (однако с единственной мелодией для подземелий), а также особыми звуками, характерными для каждого типа монстров. По мнению Берни Йи, звук и музыка существенно улучшали игровой опыт и давали реальное ощущение атмосферы игры, предвосхищая происходящие события. В немецком PC Games отмечалось, что звук играет важную роль в игре, отражая разнообразие настроений различных локаций — от весёлой городской жизни до наводящей страх пещеры троллей, и при этом является ненавязчивым.
Были отмечены также технические недоработки. Скорпия писала о нестабильности, вылетах и зависаниях игры «даже с тремя выпущенными патчами», а также иных ошибках и недоработках: недостаточности времени на выполнение заданий, пропадании карты подземелий после загрузки сохранённой игры и тому подобном. В следующем месяце Скорпия сообщила, что был выпущен четвёртый патч, и пятый находился в разработке, что, по её мнению, свидетельствовало о том, что игра была выпущена слишком рано, без полноценного тестирования. В то же время в обзоре признавалось, что почти все имеющиеся ошибки не являются критическими и не препятствуют завершению игры. Сказанное, однако, не изменило её общую позитивную оценку. Она советовала игрокам не удалять сохранения, поскольку ожидала, что следующая игра будет содержать значительное число улучшений по сравнению с Arena. Именно эта игра заложила основы образа Bethesda Softworks как разработчика с амбициями, масштаб которых превышает только количество ошибок в выпускаемых играх.
В журнале PC Zone отмечалась низкая производительность игры на системах нижнего уровня с процессором 80486 (которые были более быстрыми, чем указанные в минимальных системных требованиях). Обозреватель отмечал, что проблему могли бы решить настройки графики, такие как уменьшение размера области, в которой отображался игровой мир, а также отключение отображения текстур потолка и пола, однако они не были предусмотрены в игре. Аналогичные проблемы даже на быстрых PC (например, с процессором 80486 с частотой 66 МГц) отмечали журналы Power Play и Score.

### Негативные обзоры
Большая часть обзоров игры, несмотря на отмеченные недостатки, содержала в целом положительный вывод с рекомендацией ознакомиться с игрой. Некоторые издания дали игре нейтральную или в целом негативную оценку. В Power Play игру рекомендовали поклонникам классических RPG, которые хотят в очередной раз заняться зачисткой подземелий от монстров и исследованием неизвестного фэнтезийного мира, но советовали не ждать от неё инноваций. Польский журнал Secret Service писал, что первый опыт Bethesda в разработке ролевых игр оказался полностью неудачным, родив на свет карлика, уродство которого лишь подчёркивается хвастливыми рекламными слоганами западных изданий, — авторы рекомендовали поиграть в Betrayal at Krondor в качестве намного лучшего аналога. В том же духе был сделан вывод и в обзоре PC Zone, автор которого пришёл к выводу, что Arena не выдерживает никакого сравнения с Ultima Underworld, сославшись на скучные города и квесты, слишком трудоёмкий процесс зарабатывания денег, отсутствие остроумия, слишком большую игровую зону, сюжет, не дотягивающий даже до среднестатистического фэнтези, копирующего Толкина, ущербность боевой системы, недостаток загадок в подземельях, отсутствие атмосферы и темпа игры, а также другие недостатки.

### Награды
Игра была номинантом на награду «Лучшая ролевая игра 1994 года» журнала PC Gamer US, уступив титул Realms of Arkania: Star Trail. Журнал PC Gamer US также в 1994 году поставил Arena на 18-е место в списке лучших игр всех времён. Указав на сходство с Ultima Underworld, редакторы при этом отметили выделяющие её детали, такие как масштаб мира, головоломные загадки и сложные стратегии развития персонажа. Журнал Computer Gaming World в 1995 году присвоил Arena награду «Ролевая игра года», выбрав её среди таких игр, как Wolf, Realms of Arkania: Star Trail, Ravenloft: Strahd's Possession и Superhero League of Hoboken. Редакторы назвали Arena «прорывной игрой». В этом же номере журнала приводились результаты опросов читателей — по ним игра заняла 9-е место в списке лучших игр жанра RPG и 75-е в списке 100 лучших игр независимо от жанра.

## Наследие
The Elder Scrolls: Arena стала родоначальницей серии игр The Elder Scrolls — одной из самых известных и успешных в истории компьютерных ролевых игр.
В Arena впервые появились многие особенности, ставшие впоследствии характерными для всех последующих игр серии: вид от первого лица, завязка со стартом в тюрьме, свободное перемещение по городам и открытой местности, большое количество побочных заданий и отсутствие навязываемых игроку моральных установок. Это единственная игра основной серии, где игрок может посетить все провинции континента, а не ограничен рамками одной или нескольких из них.
В то же время имеются и заметные отличия от последующих игр серии: большинство особенностей, отличающих Тамриэль от типичного фэнтезийного мира, ещё не были придуманы. В мире Арены орки всё ещё являются обычными противниками в подземельях, а не расой, которая играет существенную роль в политике Тамриэля, а каджиты, хотя и описаны как обладающие кошачьими чертами, выглядят как обычные люди. Отсутствуют упоминания о даэдра, многих фракциях и элементах мифологии.
Детальная проработка игрового мира стала одной из задач, которые ставились Bethesda при разработке сиквела Arena: The Elder Scrolls II: Daggerfall. Новый проект был заметно более амбициозным, был выпущен в 1996 году и имел коммерческий успех. После ухода из Bethesda Теда Петерсона и многих других разработчиков, принимавших участие в создании Arena, под руководством Тодда Говарда серия стала развиваться в другом направлении. Начиная с выпущенной The Elder Scrolls III: Morrowind, во всех последующих «номерных» частях серии — The Elder Scrolls IV: Oblivion (2006) и The Elder Scrolls V: Skyrim (2011) — разработчики отказались от процедурной генерации игрового мира, что существенно уменьшило его размеры. Кроме того, протагонисты Morrowind и Skyrim приобрели черты не просто обычного человека, волею случая оказавшегося в центре определяющих судьбы игрового мира событий, а наделённого исключительными способностями «избранного».
Arena оказала заметное влияние на MMORPG The Elder Scrolls Online, в которой игрок также может исследовать игровые зоны, расположенные во всех географических регионах Тамриэля (в том числе, например, на острове Саммерсет, не фигурировавшем в других играх серии, кроме Arena). При работе над некоторыми областями игры дизайнеры TES Online использовали Arena как отправную точку для создания их географии и мифологии.
В 2019 году группа разработчиков, ранее вместе работавших над Arena, в том числе Тед Петерсон, Виджей Лакшман и Джулиан Лефэй, объявили о начале разработки новой игры под названием The Wayward Realms, которая должна стать духовным продолжателем идей, заложенных в Arena и Daggerfall. Игра разрабатывается компанией OnceLost Games и, по состоянию на 2021 год, находится на стадии предпроизводства.